# Classe social a l'antiga Roma
La pertinença a una classe social o a una altra tenia un paper d'altíssima importància en les vides dels habitants de l'antiga Roma. Aquells ciutadans nascuts lliures estaven dividits en diferents classes, tant per criteris d'origen familiar com per la seva possessió de propietats. Hi havia a més diverses classes de no ciutadans amb molt diversos drets legals, i una classe totalment a banda, la dels esclaus, que no en posseïen cap.

## Classes socials

### Patricis i plebeus
El primer tall divisori s'emmarcava en el criteri d'origen familiar, separant la societat en dos grans blocs: els patricis, aquells que podien traçar els seus avantpassats fins al primer Senat establert per ordres de Ròmul, i els plebeus, la resta. Els ciutadans plens o patricis eren els caps de família i els seus fills homes del graó social més elevat. Aquests patricis posseïen esclaus, probablement moltes vegades en gran nombre. Els Patricis estan en la base de la fundació de Roma i eren ciutadans romans. En un començament, els càrrecs públics restaven prohibits als plebeus, quedant tot el poder en mans dels patricis, i els matrimonis interclassistes eren il·legals. Els polítics i escriptors coetanis de la Monarquia i la primera República, com ara Coriolà, creien als plebeus fins i tot incapaços de pensar.
Gradualment es van anar introduint modificacions en la legislació que garantien als plebeus el dret a l'accés als càrrecs públics, es va dur a terme l'abolició de la llei que separava severament les dues classes prohibint els matrimonis mixtes, i es va instaurar el càrrec de tribú de la plebs que servia de protecció contra els poders encara molt superiors dels patricis. Els tribuns originalment tenien la funció de protegir qualsevol plebeu d'un magistrat patrici, però revoltes posteriors varen obligar el Senat a investir als tribuns amb poders addicionals, com ara el dret de vetar lleis.
Amb l'arribada d'aquests canvis la distinció entre ambdues classes va esdevenir menys important. Al cap d'un temps algunes famílies patrícies perderen el seu prestigi mentre que d'altres de la plebs esdevingueren superiors en estatus, amb el qual la composició de la classe dominant va canviar.
La creixença econòmica de Roma promoguda pel comerç va retirar el protagonisme a moltes famílies patrícies: tots aquells que no es poguessin assimilar a la nova realitat comercial de la societat romana sovint es trobaven en la vergonyosa posició d'haver de casar les seves filles amb plebeus més rics, o fins i tot amb lliberts. Un plebeu, com ara Gai Mari o Ciceró, que fos el primer de la seva nissaga en esdevenir cònsol es coneixia amb el nom de novus homo, i tant ell com els seus descendents es convertien en nobiles: nobles. Amb tot, alguns sacerdocis o oficis religiosos es varen mantenir exclusius dels patricis, però en general la distinció es va anar esborronant per simplificar-se en una simple qüestió de prestigi.

#### Patricis
Els patricis foren la classe més alta i dirigent de Roma des de la fundació de la ciutat fins al segle ii aC. Constituïen el que podríem anomenar l'aristocràcia romana.
Des de la fundació de Roma, els patricis i les seves famílies constitueixen el primer esglaó social. Aquests patricis posseïen esclaus, probablement moltes vegades en gran nombre. Els patricis estan en la base de la fundació de Roma i, per tant, són ciutadans romans.
Més tard el dret de ciutadania s'estén a les anomenades minores gentes, és a dir als que procedents d'altres ciutats o dins de la mateixa ciutat sense ser patricis, van adquirir la ciutadania romana.
Al costat dels Patres i les minores gentes, estan els anomenats "habitants" (incolae), és a dir aquells que poblen la ciutat però no tenen dret de ciutadania. Bàsicament aquests habitants estan formats pels clients dels patricis (gairebé tots antics esclaus alliberats o els seus descendents, però també habitants de ciutats derrotades i exiliats subjectes a patronatge d'un patrici), als quals se sumaven alguns estrangers establerts a Roma amb les seves famílies, sense dret de ciutadania, als quals s'anomenaven els hospitium.
El nombre de clients és molt important, i els llaços de dependència s'afluixen al cap d'algunes generacions (o bé la família patrícia s'extingeix de vegades). Passat el temps els incolae (clients i hospitium) constitueixen una classe social, la plebs, i els seus integrants són els anomenats plebeus.
El temps va consolidar doncs dues classes socials: els patricis i els plebeus, que marquen la història de la Roma republicana.

#### Plebeus
La plebs era la classe social baixa, en general els pobres, però lliures (no esclaus). A l'antiga Roma, els plebeus eren el comú dels ciutadans romans, diferents dels patricis. Més tard, plebeu va designar als membres més pobres de la societat. Durant l'imperi s'anomenava així a qualsevol que no pertanyés a les ordres senatorial o dels cavallers.
Es desconeix l'origen de la distinció entre plebeus i patricis, no hi ha prou proves que tingui un origen racial ni que hi hagués aquesta distinció a l'era dels reis.
Però els ciutadans del poble de Roma durant l'època de Ròmul s'anomenaven patricis i eren els únics habitants de Roma. Durant el regnat de Ancus Marcius els plebeus arriben a Roma, com a ciutadans de segona, fruit d'aliances diplomàtiques. En qualsevol cas, durant la fundació de la República Romana, els plebeus van ser exclosos dels col·legis religiosos i de les magistratures, i la Constitució de les dotze taules no permetia el casament entre classes.
Plebs deriva de plere que vol dir omplir. Els plebeus eren considerats l'autèntica població romana. Inicialment era la paraula oposada a patricis, els pares de les primeres famílies romanes, que segurament foren qui van inventar el nom, i que monopolitzaven tot el poder deixant els altres fora. Així que plebeus eren tots els que no eren patrici i que no tenien dret al poder. Els pobres es queixaven que els seus afers (per exemple judicis) foren decidits per jutges patricis que solien ser arbitraris; i els que eren rics però no patricis es queixaven que podien combatre o pagar taxes però no podien decidir les gran qüestions d'estat o controlar els seus pagaments.
Els pobres i rics no patricis es van organitzar en assemblea (consilium plebis) el 494 aC (490 aC segons la cronologia de Varro) i van demanar drets polítics. Aquesta oposició política liderada pels rics però amb suport dels pobres, fou coneguda per plebs, nom que fou agafat amb orgull. Els primers que van poder ser plebeus foren els edils que organitzaven els ludi plebeii; després es van crear els tribuns de la plebs, un oficial que podia vetar les lleis dels cònsols patricis i les decisions financeres dels qüestors. Els decemvirs temporals instal·lats per escriure les lleis (les taules de les dotze lleis) estaven repartits entre patricis i plebeus i en aquestes lleis es prohibeix el matrimoni entre patricis i plebeus (això fou abolit el 445 aC); per donar accés al consolat als plebeus, que trobava certes dificultats religioses, es va instaurar la figura del tribú amb poder consular que generalment eren tres o sis i un almenys havia de ser patrici. El saqueig de Roma pels gals el 387 aC els tribuns van demanar el retorn al sistema de dos cònsols, un de plebeu i un de patrici. El dictador Camil va accedir a aquestes demandes el 367 aC i a canvi es va crear la magistratura dels pretors, exclusiva pels patricis.
Els rics plebeus llavors aliats al plebeus pobres contra els patricis, quan van arribar al poder van trencar la seva aliança i foren aliats als patricis; progressivament la distinció va perdre importància i al segle iii aC era irrellevant. En el seu lloc van sorgir les classes del nobiles (senadors i cavallers) i dels plebeus (pobres lliures).
Les peticions del plebeus van ser recollides a final del segle ii aC i al segle i aC pels anomenats populars.
Amb el temps els plebeus de Roma van rebre terres a províncies, i els que van restar tenien dret a un subsidi alimentari (annona). Les assemblees populars foren cancel·lades per Tiberi. Els plebeus van passar a ser un proletariat urbà. La paraula plebeus encara fou usada en temps moderns, en oposició a l'aristocràcia.

### Segons la propietat
Al mateix temps, el cens romà dividia els seus ciutadans en sis complexes classes basant-se en la seva propietat. Els més rics entre ells eren els que formaven la classe senatorial, amb possessions superiors a 1 milió de sestercis (la seva moneda). Formar part d'aquesta classe no volia dir necessàriament que la pertinença al Senat era automàticament garantida. La riquesa de la classe senatorial estava basada en la propietat de grans terres per a l'explotació agrícola, i als seus integrants se'ls prohibia ser partícips de qualsevol activitat comercial. Amb poques excepcions, tots els càrrecs polítics anaven a parar a homes de la classe senatorial. Just sota aquesta alta categoria hi havia els equites o cavallers, amb 400.000 o més sestercis, que tenien el permís de participar del comerç i formaven la classe comerciant i del negoci, i a més podien tenir accés a certs càrrecs polítics i semi-polítics, com ara la recaptació d'impostos o (durant el Principat) o el lideratge de la Guàrdia Pretoriana. Petroni satiritza la riquesa d'aquesta classe en el seu Satíricon, retratant-los en la sumptuosa vetllada organitzada pel menyspreable cavaller Trimalció. Sota seu hi havia tres classes més posseïdores de propietat, i en el nivell més baix, els proletarii o proletaris, que no en tenien cap.
En un principi el cens només servia per determinar el servei militar, amb els equites prenent el seu nom del seu permís de posseir un cavall (equus) de guerra. Els proletaris no van tenir accés al servei militar fins a les reformes militars de Gai Mari, el 108 aC. Durant la República aquestes classes censatorials també servien de col·legi electoral romà. Els ciutadans de cada classe eren subdividits en centúries ("centuriae") i a les eleccions cadascuna d'aquestes podia emetre un sol vot. Com més alta era la classe, més centúries tenien, aquestes amb menys membres i, per tant, més vots. L'ordre per votar també depenia segons la classe i el resultat final se sabia ben aviat. Els proletaris, a la totalitat dels quals s'assignava una sola centúria, i per tant, un sol vot, rarament arribaven a votar.

### Clientela
El grup dels clients estava format bàsicament per esclaus alliberats pels seus amos patricis, i que després del seu alliberament continuaven vinculats (ells i els seus descendents) al seu antic amo (i als seus hereus), qui exercia sobre ells certa tutela i proteccionisme paternalista, a canvi de certs serveis i lleialtats.
Quan la manumissió d'esclaus va ser reglamentada, a la clientela antiga la va substituir el patronatge, que és la mateixa clientela però regulada pel dret. El client i els seus descendents estaven subjectes a la potestat absoluta del patró o els seus fills, prenien el nom del patró al qual devien respecte i acompanyaven en la guerra; el patró havia de protegir els seus clients i no podia desemparar-los sense infàmia; no podien demandar-se recíprocament en judici, ni testificar en contra. La fortuna pròpia del client pertanyia de dret al patró, qui tènia dret d'herència; el patró podia exigir certes coses establertes pel costum (dots a la filla del patró, contribució en multes o impostos extraordinaris, sufragació de despeses de culte, etc.). Els clients podien adquirir béns amb la seva feina o disposar d'altres per concessió del patró, en precari. El vincle de la clientela es considerava per sempre encara que no ho era de dret.
En aquest grup dels clients es van integrar també alguns estrangers (habitants de ciutats derrotades als quals no es permetia residir en la seva ciutat però tampoc havien estat declarats esclaus, i que constituïen com un grup client de tota la ciutat de Roma) i exiliats subjectes al patronatge d'un Patrici.

#### Característiques de la relació clientelar
La condició hereditària del client, el convertia a nivell de tracte, en membre de la família del seu patró, sotmès a l'autoritat del pater familias. Socialment eren considerats membres menors (gentilicius) de la gens del seu patró, per tant estaven sotmesos a la jurisdicció i disciplina de la gens i podien accedir als seus serveis religiosos, essent enterrats en un sepulcre comú de la família del patró. Els esclaus que eren alliberats passaven a ser clients dels seus anteriors propietaris, però no tots els clients tenien aquest origen.
Les relacions de clientela obligaven a mantenir fides ("lleialtat" i "confiança" mútues) entre patró i client o com a mínim fides per part del patró i pietas per part del client. En ser acords privats, quedaven fora del control estatal; però es consideraven una mos maiorum ("costum ancestral") i un vincle d'ordre religiós, que incloïa la dependència del patró per a la consulta dels auspicia i les ofrenes als lars. Les Lleis de les dotze taules declaraven sacer ("maleït" o exposat a la còlera dels déus) el patró que defraudés la lleialtat del seu client. A partir de la redacció d'aquesta llei, els clients portaven de segon nom el de la gens del seu patró. La relació també tenia conseqüències jurídiques, perquè no estava permès que patrons i clients es demandessin davant els tribunals ni testificar l'un contra l'altre, i tenien prohibida qualsevol mena d'iniuria entre ells. També era un vincle amb conseqüències militars: el client estava obligat a acompanyar el seu patró si anava a la guerra i a contribuir al seu rescat si el capturaven.
La procedència del client acostumava a ser una família empobrida o d'origen humil o estrangera que sol·licitava la protecció d'un romà poderós. Als inicis de la història romana el client rebia del patró, a canvi de submissió i serveis, una petita herència (heredium) consistent en un tros de terra de dues iugerum, insuficient par alimentar-se. Encara que aquesta relació gairebé laboral va deixar d'existir en temps de la República, a partir d'aleshores la relació es va convertir en personal i va quedar reduïda a l'àmbit urbà: els clients aportaven els seus serveis, especialment serveis polítics (quan el vot era requerit a les convocatòries electorals del sistema polític romà -comicis romans-), a disposició d'un patró ric i amb ambicions polítiques, que es convertia en el seu benefactor i li donava protecció i compensació econòmica. La relació clientelar dins la vida social i política romana va anar decaient des del segle ii aC, fins al punt que alguns autors consideren que va deixar de ser una institució important.

### No ciutadans

#### Dones

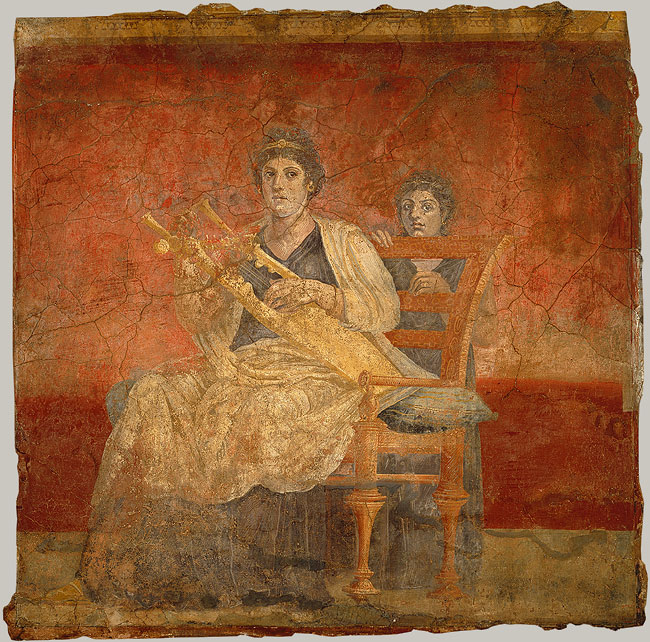
Dona romana tocant una cítara. Fresc del segle I a.C. trobat a la Vila Boscoreale.

Les dones nascudes lliures pertanyien a la classe social dels seus pares fins que es casaven, moment en què prenien la classe social del seu marit. Les dones llibertes (esclaves alliberades) es podien casar amb membres de totes les classes excepte les dues més altes, els senadors i els cavallers, i en qualsevol cas no podien assolir la classe social del marit. Els esclaus tenien prohibit el casament.
En les famílies riques, la dona havia de portar una vida d'obediència. El treball li era aliè, excepte el filar i teixir. Com a mestressa de casa havia de supervisar les tasques domèstiques, acomplertes pels esclaus. Per als romans, el crim més gran que podia cometre una dona era l'adulteri, considerat no només un crim de caràcter moral, sinó una traïció per als déus tutelars. A diferència de l'home, la dona estava exempta del reclutament a l'exèrcit i de combatre en les campanyes militars.

#### Estrangers
El Ius Latii, una forma de ciutadania amb un menor nombre de drets que la ciutadania normal romana, era la que es donava per naixement als habitants de la lliga de ciutats del Laci aliades de Roma, i gradualment es va anar estenent per tot l'imperi. Els ciutadans llatins tenien drets emparats per la llei romana, però no se'ls permetia votar. Els seus magistrats, però, sí que podien arribar a accedir a la veritable ciutadania romana. Aquestes distincions romangueren vigents fins a l'edicte de Caracal·la que va fer la ciutadania romana aplicable a tots els homes lliures de l'imperi l'any 212.

#### Lliberts
Els lliberts (liberti) eren esclaus alliberats, que tenia una forma del dret llatí a la seva disposició que garantia que els seus fills poguessin ser ciutadans comuns. El seu estatus va anar canviant de generació en generació durant la República.

#### Esclaus
Els esclaus (servi) eren en la seva major part descendents de deutors o de presoners de guerra, especialment dones i nens capturats durant setges i d'altres campanyes militars a Itàlia, Hispània i Cartago, i els seus fills també eren legalment esclaus. Cap al final de la República i durant l'Imperi varen anar arribant esclaus de les noves conquestes romanes de la Gàl·lia, Gran Bretanya, el Nord d'Àfrica, l'Orient Mitjà, i l'Àsia Menor, avui Turquia.
Els esclaus inicialment no tenien cap dret i havien d'obeir i consentir qualsevol ordre o caprici dels seus amos. Amb el pas del temps, si més no, el Senat i més endavant els emperadors dictaren lleis per tal de protegir les seves vides. Amb tot, però, fins a l'abolició completa de l'esclavatge a Roma els amos empraven els seus esclaus amb propòsits sexuals, com relaten autors com Horaci.
D'acord amb la llei romana "els esclaus no tenien cap representant a l'Estat, no tenien cap nom, no tenien cap títol, ni cap registre; no tenien dret al matrimoni, ni cap protecció contra l'adulteri; podien ser comprats i venuts o regalats com a propietats personals; podien ser torturats, fins i tot, fins a la mort si així ho creia convenient el seu amo".

l primer tall divisori s'emmarcava en el criteri d'origen familiar, separant la societat en dos grans blocs: els patricis, aquells que podien traçar els seus avantpassats fins al primer Senat establert per ordres de Ròmul, i els plebeus, la resta. Els ciutadans plens o patricis eren els caps de família i els seus fills homes del graó social més elevat. Aquests patricis posseïen esclaus, probablement moltes vegades en gran nombre. Els Patricis estan en la base de la fundació de Roma i eren ciutadans romans. En un començament, els càrrecs públics restaven prohibits als plebeus, quedant tot el poder en mans dels patricis, i els matrimonis interclassistes eren il·legals. Els polítics i escriptors coetanis de la Monarquia i la primera República, com ara Coriolà, creien als plebeus fins i tot incapaços de pensar.
Gradualment es van anar introduint modificacions en la legislació que garantien als plebeus el dret a l'accés als càrrecs públics, es va dur a terme l'abolició de la llei que separava severament les dues classes prohibint els matrimonis mixtes, i es va instaurar el càrrec de tribú de la plebs que servia de protecció contra els poders encara molt superiors dels patricis. Els tribuns originalment tenien la funció de protegir qualsevol plebeu d'un magistrat patrici, però revoltes posteriors varen obligar el Senat a investir als tribuns amb poders addicionals, com ara el dret de vetar lleis.
Amb l'arribada d'aquests canvis la distinció entre ambdues classes va esdevenir menys important. Al cap d'un temps algunes famílies patrícies perderen el seu prestigi mentre que d'altres de la plebs esdevingueren superiors en estatus, amb el qual la composició de la classe dominant va canviar.
La creixença econòmica de Roma promoguda pel comerç va retirar el protagonisme a moltes famílies patrícies: tots aquells que no es poguessin assimilar a la nova realitat comercial de la societat romana sovint es trobaven en la vergonyosa posició d'haver de casar les seves filles amb plebeus més rics, o fins i tot amb lliberts. Un plebeu, com ara Gai Mari o Ciceró, que fos el primer de la seva nissaga en esdevenir cònsol es coneixia amb el nom de novus homo, i tant ell com els seus descendents es convertien en nobiles: nobles. Amb tot, alguns sacerdocis o oficis religiosos es varen mantenir exclusius dels patricis, però en general la distinció es va anar esborronant per simplificar-se en una simple qüestió de prestigi.

#### Patricis
Els patricis foren la classe més alta i dirigent de Roma des de la fundació de la ciutat fins al segle ii aC. Constituïen el que podríem anomenar l'aristocràcia romana.
Des de la fundació de Roma, els patricis i les seves famílies constitueixen el primer esglaó social. Aquests patricis posseïen esclaus, probablement moltes vegades en gran nombre. Els patricis estan en la base de la fundació de Roma i, per tant, són ciutadans romans.
Més tard el dret de ciutadania s'estén a les anomenades minores gentes, és a dir als que procedents d'altres ciutats o dins de la mateixa ciutat sense ser patricis, van adquirir la ciutadania romana.
Al costat dels Patres i les minores gentes, estan els anomenats "habitants" (incolae), és a dir aquells que poblen la ciutat però no tenen dret de ciutadania. Bàsicament aquests habitants estan formats pels clients dels patricis (gairebé tots antics esclaus alliberats o els seus descendents, però també habitants de ciutats derrotades i exiliats subjectes a patronatge d'un patrici), als quals se sumaven alguns estrangers establerts a Roma amb les seves famílies, sense dret de ciutadania, als quals s'anomenaven els hospitium.
El nombre de clients és molt important, i els llaços de dependència s'afluixen al cap d'algunes generacions (o bé la família patrícia s'extingeix de vegades). Passat el temps els incolae (clients i hospitium) constitueixen una classe social, la plebs, i els seus integrants són els anomenats plebeus.
El temps va consolidar doncs dues classes socials: els patricis i els plebeus, que marquen la història de la Roma republicana.

#### Plebeus
La plebs era la classe social baixa, en general els pobres, però lliures (no esclaus). A l'antiga Roma, els plebeus eren el comú dels ciutadans romans, diferents dels patricis. Més tard, plebeu va designar als membres més pobres de la societat. Durant l'imperi s'anomenava així a qualsevol que no pertanyés a les ordres senatorial o dels cavallers.
Es desconeix l'origen de la distinció entre plebeus i patricis, no hi ha prou proves que tingui un origen racial ni que hi hagués aquesta distinció a l'era dels reis.
Però els ciutadans del poble de Roma durant l'època de Ròmul s'anomenaven patricis i eren els únics habitants de Roma. Durant el regnat de Ancus Marcius els plebeus arriben a Roma, com a ciutadans de segona, fruit d'aliances diplomàtiques. En qualsevol cas, durant la fundació de la República Romana, els plebeus van ser exclosos dels col·legis religiosos i de les magistratures, i la Constitució de les dotze taules no permetia el casament entre classes.
Plebs deriva de plere que vol dir omplir. Els plebeus eren considerats l'autèntica població romana. Inicialment era la paraula oposada a patricis, els pares de les primeres famílies romanes, que segurament foren qui van inventar el nom, i que monopolitzaven tot el poder deixant els altres fora. Així que plebeus eren tots els que no eren patrici i que no tenien dret al poder. Els pobres es queixaven que els seus afers (per exemple judicis) foren decidits per jutges patricis que solien ser arbitraris; i els que eren rics però no patricis es queixaven que podien combatre o pagar taxes però no podien decidir les gran qüestions d'estat o controlar els seus pagaments.
Els pobres i rics no patricis es van organitzar en assemblea (consilium plebis) el 494 aC (490 aC segons la cronologia de Varro) i van demanar drets polítics. Aquesta oposició política liderada pels rics però amb suport dels pobres, fou coneguda per plebs, nom que fou agafat amb orgull. Els primers que van poder ser plebeus foren els edils que organitzaven els ludi plebeii; després es van crear els tribuns de la plebs, un oficial que podia vetar les lleis dels cònsols patricis i les decisions financeres dels qüestors. Els decemvirs temporals instal·lats per escriure les lleis (les taules de les dotze lleis) estaven repartits entre patricis i plebeus i en aquestes lleis es prohibeix el matrimoni entre patricis i plebeus (això fou abolit el 445 aC); per donar accés al consolat als plebeus, que trobava certes dificultats religioses, es va instaurar la figura del tribú amb poder consular que generalment eren tres o sis i un almenys havia de ser patrici. El saqueig de Roma pels gals el 387 aC els tribuns van demanar el retorn al sistema de dos cònsols, un de plebeu i un de patrici. El dictador Camil va accedir a aquestes demandes el 367 aC i a canvi es va crear la magistratura dels pretors, exclusiva pels patricis.
Els rics plebeus llavors aliats al plebeus pobres contra els patricis, quan van arribar al poder van trencar la seva aliança i foren aliats als patricis; progressivament la distinció va perdre importància i al segle iii aC era irrellevant. En el seu lloc van sorgir les classes del nobiles (senadors i cavallers) i dels plebeus (pobres lliures).
Les peticions del plebeus van ser recollides a final del segle ii aC i al segle i aC pels anomenats populars.
Amb el temps els plebeus de Roma van rebre terres a províncies, i els que van restar tenien dret a un subsidi alimentari (annona). Les assemblees populars foren cancel·lades per Tiberi. Els plebeus van passar a ser un proletariat urbà. La paraula plebeus encara fou usada en temps moderns, en oposició a l'aristocràcia.